# Золка (река)
Золка (Дзалу́ко; кабард.-черк. Дзэлыкъуэ; в верховье — Большая Золка; кабард.-черк. Дзэлыкъуэшхуэ) — река в республике Кабардино-Балкария и в Ставропольском крае. Берёт своё начало у северного подножия Джинальского хребта в Кабардино-Балкарии. Среднее и нижнее течение реки расположены в Ставропольском крае. Устье реки находится в 508 км по правому берегу реки Кумы на высоте 180 м над уровнем моря. Длина реки составляет 105 км, площадь водосборного бассейна 945 км².

## Данные водного реестра
По данным государственного водного реестра России относится к Западно-Каспийскому бассейновому округу, водохозяйственный участок реки — Кума от впадения реки Подкумок до Отказненского гидроузла. Речной бассейн реки — Бессточные районы междуречья Терека, Дона и Волги.
Код объекта в государственном водном реестре — 07010000612108200001942.